# Diamond Trading Company
La Diamond Trading Company (DTC) è la filiale per la vendita e la distribuzione di diamanti grezzi da parte del gruppo De Beers. Il DTC classifica, valorizza e vende in valore circa il 75% dei diamanti grezzi. Il DTC ha una combinazione di operazioni interamente di proprietà e joint-venture in Sudafrica (DTCSA), Botswana (DTCB), Namibia (NDTC) e nel Regno Unito (DTC).
Il DTC vende diamanti che provengono principalmente dalle miniere di De Beers in Sudafrica e Canada e attraverso i suoi partner con i governi di Botswana, Namibia e Tanzania. I classificatori di Londra, Kimberley, Windhoek e Gaborone classificano questi diamanti in circa 12.000 categorie diverse in base a dimensioni, forma, qualità e colore. I clienti di DTC sono noti come Sightholder e il processo di selezione si basa sul prodotto della domanda e sui processi di consulenza da parte del Supplier of Choice (SoC) Sightholder.